# Absoluto
Absoluto, em Filosofia, é definido como a "realidade suprema e fundamental, independente de todas as demais". Às vezes é usado como um termo alternativo para "Deus" ou "o divino".  Na filosofia analítica e na filosofia pragmática, absoluto é tudo aquilo que não se deixa falsear. Na filosofia idealista, Absoluto é "a soma de todo ser, atual e potencial". No monismo idealista, serve como um conceito para a "realidade incondicionada, que é o fundamento espiritual de todo ser ou a totalidade das coisas consideradas como uma unidade espiritual".

## Etimologia
Absoluto vem do latim solutus ab omni re, compreendendo o que é "em si e por si", independentemente de qualquer outra consideração ou condição: é a quintessência da abstração, a essência e o termo da generalização. "Assim, o absoluto foi considerado por uns como a ideia, como a verdade, como o princípio fundamental de que derivam todos os outros, como o Ser por excelência, princípio e causa de tudo quanto existe, ao passo que para outros apenas representa uma pseudoideia (William Hamilton). Para Charles Renouvier, é "Uma noção vazia de sentido".

## História
Na filosofia grega antiga, conceitos de uma realidade absoluta são encontrados na busca do princípio último pelos pré-socráticos, como o ápeiron, a Nous (Mente) de Anaxágoras e Heráclito, e o Ser de Parmênides. Em Platão, vemos na Teoria das Formas as Ideias como o tipo de ser mais real, em oposição aos fenômenos temporários que delas participam e são como sombras e imagens. A Ideia do Bem é tida por ele como a maior e mais absoluta. Aristóteles aborda em sua Metafísica o conceito de motor imóvel como fundamento cósmico.
O conceito de "o absoluto" foi introduzido na filosofia moderna, notadamente por Hegel, para "a soma de todo ser, real e potencial". Para Hegel, afirma o estudioso de filosofia Martin Heidegger, o Absoluto é "o espírito, o que está presente a si mesmo na certeza do autoconhecimento incondicional". Segundo Hegel, afirma Frederick Copleston - um historiador da filosofia, "a lógica estuda o Absoluto 'em si'; a filosofia da Natureza estuda o Absoluto 'por si mesma'; e a filosofia do Espírito estuda o Absoluto 'em e para si mesma'. Ele é essencialmente presente no idealismo alemão, sendo seu conceito também encontrado nas obras de F. W. J. Schelling, e foi antecipado por Johann Gottlieb Fichte. Na filosofia inglesa, F. H. Bradley distinguiu o conceito de Absoluto de Deus, enquanto Josiah Royce, o fundador da escola de filosofia do idealismo americano, equiparou-os.

## Semelhanças e diferenças em várias tradições
Exemplos de religiões e filosofias que abraçam o conceito do Absoluto, de uma forma ou de outra incluem hermetismo, o hinduísmo, jainismo, taoísmo, islamismo, algumas formas de filosofia judaica, e existenciais ou metafísica formas de cristianismo. Termos que servem para identificar O Absoluto entre tais crenças incluem Wu Chi, Brahman, Adibuddha, Alá, Parabrahman, Tetragrammaton, Deus, o Divino, e inúmeras outras denominações. No leste da Ásia, o conceito do Tao, e no Sul da Ásia, o conceito de Nirvana é sinônimo de descrição para os atributos do Absoluto como usados no Ocidente.

## Índia
Todas as tradições espirituais da Índia reconhecem a existência de uma realidade transcendental. O conceito do Absoluto foi usado para interpretar os primeiros textos das religiões indianas, como os atribuídos a Yajnavalkya, Nagarjuna e Adi Shankara. Segundo Glyn Richards, os primeiros textos do hinduísmo afirmam que o Brahman ou o Brahman-Atman não dual é o Absoluto.
Embora diferentes escolas proponham diferentes enfoques do mesmo, a maioria concorda que o o absoluto é supra-material, supra-consciente, supra-pessoal e não tem qualidades. Muitas dessas tradições insistem que o Absoluto tem identidade com a essência do ser humano, o si, e é realizável pela transcendência da mente. Entretanto eles oferecem diferentes especulações sobre a relação entre o absoluto e a essência interior do ser (imanente). A solução mais radical vem do vedanta advaita, que não vê dualidade entre o Absoluto (brahman) e a essência da psique humana, o si transcendental (atman), mas outras linhagens também importantes, como no Vishishtadvaita de Ramanuja e Dvaita-advaita de Nimbarka, distinguem a multiplicidade na unidade absoluta sem confundir os seres como se fossem o próprio Absoluto, de forma panenteísta ao invés de panteísta. No yoga clássico propõem a existência de uma pluralidade de sis (purusha), sendo um deles único que nunca foi e nunca será sujeito a ilusão da personalidade (individualidade). Este si em particular se chama "ishvara", no yoga de patanjali. Entretanto nas escolas não dualísticas de yoga, "ishvara" como criador não tem fundamentalidade. Normalmente chamado de Brahma ou prajapati, ele é uma mera beldade (deva) ou um projeção mental do absoluto.[carece de fontes?] O jainismo também busca o atingimento humano do Absoluto.
Segundo Takeshi Umehara, alguns textos antigos do budismo afirmam que o "verdadeiro absoluto e o verdadeiro livre deve ser o nada", o "vazio" que eles chamam de vacuidade (sunyata). Mas o primeiro estudioso budista Nagarjuna, afirma Paul Williams, não apresenta "vazio" como uma espécie de Absoluto, mas é "a própria ausência (uma pura inexistência) de existência inerente" na escola de Mādhyamaka da Filosofia budista. No entanto, outras linhagens, principalmente no Maaiana e budismo tibetano, consideram o Absoluto da vacuidade não como um vazio absoluto, mas como fundamento da mente e de todo ser do cosmos. Isso é visto nos conceitos de uma natureza absoluta de Tathata e do Buda cósmico (Buda Primordial e Natureza de Buda), que espalha a compaixão e iluminação pelo universo, e nos ensinos dzogchen do Solo primordial, por exemplo em Longchenpa, e shentong em Dolpopa, este último que afirma:
“Portanto, a Realidade Última de todos os sūtras e tantras profundos que cuidadosamente apresentam Tathatā e daí por diante é o Vazio de Outro, nunca o vazio de natureza própria. É absoluto, nunca relativo. É Natureza Verdadeira (Dharmatā), nunca um fenômeno (dharma). ... É Self (Ātman) sublime, nunca é nada. ... É primordial, nunca incidental. É Buddha, nunca um ser senciente. ... É o perfeito, nunca perverso. É o solo da vacuidade, nunca o vazio apenas."
O termo também foi adotado por Aldous Huxley em seu A Filosofia Perene para interpretar várias tradições religiosas, incluindo religiões indianas, e influenciou outras vertentes do pensamento não dualista e da Nova Era.